# ワイルド・アパッチ
『ワイルド・アパッチ』（原題：Ulzana's Raid）は、1972年公開の西部劇映画。

## あらすじ
アパッチ族の戦士ウルザナは、数名の仲間を引き連れてインディアン居留地から脱走する。ローウェル砦にウルザナ脱走の知らせが届き、指揮官のカートライト少佐は偵察のマッキントッシュに情報収集を任せ、デ・ビュイン少尉に追撃隊の編成を命じる。居留地の長老たちからウルザナの話を聞き出したマッキントッシュは、アパッチ族の協力者ケ・ニ・テイを連れて戻り、アドバイザーとしてデ・ビュインの追撃隊に同行する。その頃、付近の農場に危険を伝えに向かった新兵がウルザナに襲撃されて殺され、砦に避難しようとしていた母子もウルザナに襲われ、母親は凌辱されるのを防ぐために護衛に射殺され、その護衛も自殺する。ウルザナたちは護衛の心臓を抉り出して立ち去り、彼女の夫が残る農場に乗り込み、彼を拷問して死に追いやる。
ウルザナを追う追撃隊だったが、手掛かりを掴めずに疲弊し、当初はウルザナに寛大な姿勢を見せていたデ・ビュインも、ウルザナたちの残虐な行為を目にして次第に怒りを覚えるようになる。ケ・ニ・テイはウルザナの仕掛けた罠に気付き彼らを待ちかまえ、ウルザナの息子を射殺する。兵士たちはウルザナの息子の遺体を八つ裂きにしようとするが、デ・ビュインはそれを止め、丁重に埋葬するように命令する。追撃隊は馬を補充しようと近くの農場に立ち寄るが、そこは既にウルザナたちに襲撃された後で、農場主は惨殺され、妻は強姦されたまま放置されていた。ケ・ニ・テイはウルザナたちの士気が低下していることに気付き、罠を仕掛けて待ち構える作戦を提案する。デ・ビュインは提案を受け入れ、マッキントッシュと軍曹に部隊の半数を預けて夫人を砦に送り届ける進路を取らせ、自身はケ・ニ・テイと残りの部隊を連れてウルザナの仲間がいる山に向かう。
ケ・ニ・テイはウルザナの仲間を仕留めるため、デ・ビュインから望遠鏡を借りて「望遠鏡を反射させたら、マッキントッシュたちの救援に向かうように」と伝え山に乗り込む。しかし、ウルザナの仲間が持っていた望遠鏡が太陽に反射してしまったため、デ・ビュインたちはマッキントッシュたちの元に向かってしまう。それに気付いたケ・ニ・テイは、ウルザナの仲間を殺して後を追う。一方、マッキントッシュたちは渓谷でウルザナたちの襲撃を受け、全滅の危機に瀕していた。軍曹は射殺され、マッキントッシュも重傷を負う。そこにデ・ビュインたちが到着し、ウルザナたちを全滅させる。ウルザナは一人その場から逃げ出すが、ケ・ニ・テイに追い詰められ射殺される。デ・ビュインはマッキントッシュを連れて砦に戻ろうとするが、自分が助からないことを自覚していたマッキントッシュはそれを拒否する。それを聞いたデ・ビュインは、マッキントッシュに別れを告げて砦に帰還する。

## キャスト
| 役名                         | 俳優                           | 日本語吹替                                 |
| 役名                         | 俳優                           | テレビ朝日版                               |
| ---------------------------- | ------------------------------ | ------------------------------------------ |
| マッキントッシュ             | バート・ランカスター           | 加藤武                                     |
| ガーネット・デ・ビュイン少尉 | ブルース・デイヴィソン         | 富山敬                                     |
| ケ・ニ・テイ                 | ホルヘ・リューク               | 中田浩二                                   |
| 軍曹                         | リチャード・ジャッケル         | 内海賢二                                   |
| ウルザナ                     | ホアキン・マルティネス         | 小林清志                                   |
| チャールズ・ゲイツ大尉       | ロイド・ボックナー             |                                            |
| ウィリー                     | カール・スウェンソン           |                                            |
| カートライト少佐             | ダグラス・ワトソン             |                                            |
| リオルダン夫人               | ドラン・ハミルトン             |                                            |
| 伍長                         | ジョン・ピース                 |                                            |
| ウィリーの妻                 | グラディス・ホーランド         |                                            |
| アビー・ギンスフォード       | マーガレット・フェアチャイルド |                                            |
| アパッチ族の女               | エイミー・イークルス           |                                            |
| ギンスフォード               | リチャード・ブル               |                                            |
| アパッチ族の長老             | オットー・ライコウ             |                                            |
| アパッチ族の戦士             | ジョージ・アギラール           |                                            |
| 不明 その他                  |                                | 雨森雅司 石森達幸 寺島幹夫 北村弘一 徳丸完 |
| 日本語スタッフ               |                                |                                            |
| 演出                         |                                |                                            |
| 翻訳                         |                                |                                            |
| 効果                         |                                |                                            |
| 調整                         |                                |                                            |
| 制作                         | 制作                           | グロービジョン                             |
| 解説                         | 解説                           | 淀川長治                                   |
| 初回放送                     | 初回放送                       | 1977年7月24日 『日曜洋画劇場』             |

## 製作
本作は、実際に起きたアパッチ族の襲撃事件を基にアラン・シャープが脚本を担当し、1956年公開の『捜索者』から強い影響を受けている。シャープは本作について「世界の悪意と恐怖に直面した人々を寓意的に表現しようとした」と語っている。主演のバート・ランカスターは、『ベラクルス』以来18年振りにロバート・アルドリッチ作品に出演している。映画に登場するウルザナは、アリゾナ州で蜂起したジェロニモと同時代に実在したアパッチ族の戦士である。
撮影はアリゾナ州のコロナド国立森林とノガレス、ネバダ州のバレー・オブ・ファイア州立公園で行われた。製作にはランカスターも参加したため、アルドリッチ編集版とランカスター編集版の二種類のバージョンが存在する。両方のバージョンに大きな差異はないが、細かい会話のシーンに差異が存在している。

## 評価
ジーン・シスケルは、本作を「1972年公開の映画ベスト10の一つ」と評価している。また、ニューヨーク・タイムズのヴィンセント・キャンビーも「1972年のベスト映画の一つ」と評価している。批評家のエマニュエル・レヴィは、「1970年代最高の西部劇映画であり、他の作品と比べて過小評価されている作品の一つでもある」と述べている。
アメリカ軍が荒涼とした土地で残虐な敵を追跡するニヒリズム的な描き方は、ベトナム戦争に参加したアメリカ軍に対する寓意であると指摘されている。

## 関連
- 捜索者 - ジョン・フォード監督の西部劇、1956年製作・公開のアメリカ映画。
- ダンディー少佐 - サム・ペキンパー監督、チャールトン・ヘストン主演、1965年の西部劇。
- レッド・ムーン (映画) - 1968年の伝統的なアメリカ西部劇。
- ソルジャー・ブルー (映画) - 1970年のアメリカ修正主義西部劇。
- ウルザナ(映画)（英語版） - 1974 年にルーマニアとウズベキスタンで撮影されたウルザナに関する東ドイツの西部劇(東部劇)。
- チリカウア(チリカワ)（英語版） - アリゾナ州のアメリカ先住民(先住民族)。